# Aceklofenák
Az aceklofenák a nem-szteroid gyulladáscsökkentő gyógyszerek (NSAID) közé tartozó, a diklofenákhoz hasonló gyulladáscsökkentő és fájdalomcsillapító gyógyszerhatóanyag. Leginkább mozgásszervi gyulladásokban (pl. ízületi gyulladások, reumatoid artitisz, oszteoartritisz) használják. Hatását a prosztaglandinok és a vérlemezkék aggregációjának csökkentésén keresztül éri el. Gátolja a cikloxygenáz (COX) enzimet, amelynek szerepe van a fájdalom, a gyulladás és láz kialakításáért felelős prosztaglandinok termelésében.
A többi nem-szteroid gyulladáscsökkentőhöz hasonlóan legfontosabb mellékhatásai között a szív és érrendszeri kockázatok valamint a gyomorfekély kialakulásának kockázata szerepelnek. Terápiás hatékonyságát és mellékhatásait számos vizsgálatban összehasonlították más NSAID hatóanyagokkal.
Nem alkalmazható szoptató anyáknál és porfíriában szenvedő betegeknél, és nem javasolt gyermekeknek.

## Készítmények
Aceklofenák hatóanyagú első készítmény gyártója az Almirall Prodesfarma volt Portugáliában, ahol tablettaként 1990-ben engedélyezték. Aceklofenák készítményt jelenleg Kelet-Közép-Európa és a FÁK országaiba a Richter Gedeon gyógyszergyár forgalmaz Aflamin néven.
Magyarországon 2017-ig törzskönyvezett aceklofenák készítmények:
- Acecgen (Generics UK)
- Aflamin (Richter Gedeon)
- AklofEP (ExtractumPharma)
- Flemac (Aramis Pharma)